# Stephanie Schuster

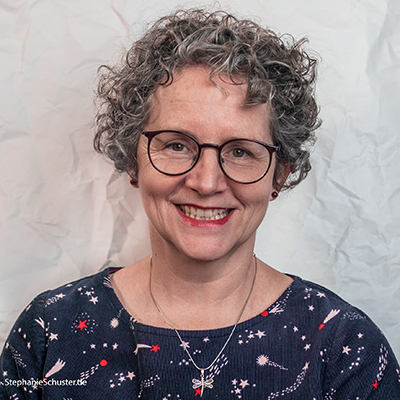
Stephanie Schuster (2020)

Stephanie Schuster (* 1967 als Stephanie Wagner, in Niederpöcking bei Starnberg) ist eine deutsche Schriftstellerin, Malerin und Illustratorin. Sie veröffentlicht auch unter den Pseudonymen Stephanie Fey, Rebecca Abe und Ida Ding.

## Leben
Stephanie Schuster ist die Tochter des Malers Josef Wagner (* 1937). Wie ihr Vater wollte auch sie Maler werden. Nach einer Ausbildung zur Grafik-Designerin in München arbeitete sie zunächst als freiberufliche Illustratorin.
1989 illustrierte sie als erstes Buch Heidi von Johanna Spyri. Als Illustratorin und Autorin legte sie sich fortan das Pseudonym Rebecca Abe zu. Darunter illustriert sie Bilderbücher, Schulbücher, Kinderbücher, Jugendbücher und ihre eigenen Romane.
2008 erschien ihr erster Roman. Das Gedächtnis der Lüge befasst sich mit dem Lebensborn e. V. und spielt in München und Norwegen zwischen 1900 und der Gegenwart. Darin verknüpft sie drei Frauenschicksale, die auf unterschiedliche Weise mit dem Lebensborn zu tun haben.
2011 erschien ihr erster historischer Roman, der sich mit der Kaufmannsfamilie der Fugger befasst. Sie beschreibt darin das Schicksal der Fuggertochter Anna Jakobäa Fugger, die sich dem von ihrer Familie und des Paters und Exorzisten Petrus Canisius für sie vorbestimmten Schicksal widersetzte.
Die Hauptperson in ihrer Thriller-Reihe Die Gesichtslosen, Die Verstummten, unter dem Pseudonym Stephanie Fey veröffentlicht, ist die Münchener Rechtsmedizinerin, Carina Kyreleis, die auch als Gesichtsrekonstrukteurin arbeitet.
Ihre Romane entstehen in enger Zusammenarbeit mit der Gesichtsrekonstrukteurin Constanze Niess aus Frankfurt vom Institut für Rechtsmedizin, mit der sie auch das Sachbuch Die Gesichter der Toten geschrieben hat, in dem es um Fälle aus der Rechtsmedizin und Gesichtsrekonstruktion geht.
In ihrem Heimatort Pöcking am Starnberger See spielt ihre Krimireihe, die sie als Ida Ding schreibt. Band 1 Hendlmord ist eine Liebeserklärung an ihren Mann Thomas, mit dem zusammen sie sich alle Romane ausdenkt. Breaking Bad in Bayern, da der Krimi eine Hommage an die Fernsehserie ist, in der es auch um Crystal Meth geht.
2018 erschien ihr erster Roman Der Augenblick der Zeit unter ihrem bürgerlichen Namen Stephanie Schuster. Ein Roman über die Leonardo da Vinci zugeschriebene Zeichnung La Bella Principessa.
2020 erschien der erste Teil der „Wunderfrauen“-Trilogie, die in ihrer Heimat am Starnberger See spielt und in den 1950er Jahren beginnt und sich um einen Tante-Emma-Laden dreht.
2023 und 2024 erschien die Dilogie der historischen Romanreihe „Glückstöchter“, die sich um die Anfänge der Naturschutzbewegung und biologischen Landwirtschaft, Ernährung und Naturkosmetik dreht. Der Roman spielt im Pfaffenwinkel, in Murnau, im Kloster Wessobrunn im München Schwabing der Jahrhundertwende und auf dem Monte Verità.
2025 erscheint ihr historischer Roman "Morgen sind wir wild und frei", der in München zu Beginn des 20. Jahrhunderts und in Oberammergau zur Zeit der Passionsspiele spielt. Es geht um die Anfänge des Tourismus, die sog. Sommerfrische und um das Frauenwahlrecht aus der Sicht von drei Frauen.
Stephanie Schuster heiratete 1990. Sie lebt mit ihrer Familie auf einem Biobauernhof in Pöcking am Starnberger See.

## Werke
Als Rebecca Abe:
- Das Gedächtnis der Lüge. Skalding Verlag, 2008, ISBN 978-3-940695-02-4.
- Im Labyrinth der Fugger. Gmeiner-Verlag 2011, überarbeitete Neuauflage 2025, ISBN 978-3-8392-1144-1.

Anthologiebeitrag in:
- 24 Geschichten zur Winterzeit. Esslinger Verlag, 2009, ISBN 978-3-480-22481-4.
- Ein Pferd für mich!. Coppenrath, Münster 2012, ISBN 978-3-8157-9690-0.

Als Stephanie Fey:
- Die Gesichtslosen. Rechtsmedizin-Thriller. Heyne-Verlag, 2011, Neuauflage E-Book, Dotbooks Verlag 2022,  ISBN 978-3-453-43586-5.
- Die Verstummten. Rechtsmedizin-Thriller. Heyne-Verlag, Februar 2013, Neuauflage E-Book, Dotbooks Verlag 2022, ISBN 978-3-453-40979-8.
- Die Zerrissenen. Rechtsmedizin-Thriller. Heyne-Verlag, Februar 2015, Neuauflage E-Book, Dotbooks Verlag 2022 ISBN 978-3-453-41760-1.
- Die Gesichter der Toten. Sachbuch. Lübbe-Verlag, Februar 2014, ISBN 978-3-7857-2492-7.

Als Ida Ding:
- Hendlmord. Starnberger See-Krimi, Rowohlt-Verlag, Februar 2014, Neuauflage E-Book, Dotbooks Verlag 2022, ISBN 978-3-499-22862-9.
- Jungfernfahrt. Starnberger See-Krimi, Rowohlt-Verlag, April 2015, Neuauflage E-Book, Dotbooks Verlag 2022, ISBN 978-3-499-26990-5.

Als Stephanie Schuster:
- Der Augenblick der Zeit. Roman. Blessing Verlag, 2018, ISBN 978-3-89667-569-9.
- Die Wunderfrauen. Teil 1. Alles, was das Herz begehrt. Roman. S. Fischer, Frankfurt am Main 2020, ISBN 978-3-596-70032-5. Spiegel-Bestseller.
- Die Wunderfrauen. Teil 2. Von allem nur das Beste. Roman. S. Fischer, Frankfurt am Main 2021, ISBN 978-3-596-70565-8. Platz 1 in der Spiegel-Bestsellerliste Paperback.
- Die Wunderfrauen. Teil 3. Freiheit im Angebot. Roman. S. Fischer, Frankfurt am Main 2021, ISBN 978-3-596-70564-1. Platz 2 in der Spiegel-Bestsellerliste Paperback
- Die Wunderfrauen. Teil 4. Weihnachtsbuch. Wünsche werden wahr. Roman. S. Fischer, Frankfurt am Main 2022, ISBN 978-3-596-70744-7.
- Milena und die Briefe der Liebe. Roman. Aufbau TB, Berlin 2020, ISBN 978-3-7466-3593-4.
- Glückstöchter – Teil 1. Einfach leben.  Roman. S. Fischer, Frankfurt am Main 2023, ISBN 978-3-596-70746-1.
- Glückstöchter – Teil 2. Einfach lieben.  Roman. S. Fischer, Frankfurt am Main 2024, ISBN 978-3-596-70747-8.
- Morgen sind wir wild und frei. Roman. S. Fischer, Frankfurt am Main 2025, ISBN 978-3-596-70748-5.

## Auszeichnungen
- 2012: Als erste Autorin erhielt sie den Entdeckt!-Amazon-Autorenpreis im ersten Quartal.
- 2013: Jahressiegerin des Entdeckt! Amazon-Autorenpreises.
- 2020: Platz 5 der SPIEGEL-Literatur-Bestseller-Liste des Jahres für Die Wunderfrauen, Band 1, Alles, was das Herz begehrt.
- 2021: Platz 1 der SPIEGEL-Literatur-Bestsellerliste Paperback für Die Wunderfrauen, Band 2, von allem nur das Beste.
- 2022: Platz 2 der SPIEGEL-Literatur-Bestsellerliste Paperback für Die Wunderfrauen, Band 3, Freiheit im Angebot.